# بریون جیمز
بریون جیمز (انگلیسی: Brion James; ۲۰ فوریهٔ ۱۹۴۵ – ۷ اوت ۱۹۹۹) بازیگر اهل ایالات متحده آمریکا بود. وی بین سال‌های ۱۹۷۴ تا ۱۹۹۹ میلادی فعالیت می‌کرد.
از فیلم‌ها یا برنامه‌های تلویزیونی که وی در آن نقش داشته‌است، می‌توان به اسلج همر!، شاه زنده است، عنصر پنجم، بلید رانر، پسر ملوان، فاصله قابل توجه، سپیده‌دم فولادین، سیلورادو، گوشت و خون، گیلاس ۲۰۰۰، موج جرم و جنایت، طعنه‌آمیز و تعصب و دی.او.ای. اشاره کرد.